# ぼくのご主人様!?
『ぼくのご主人様!?』（ぼくのごしゅじんさま!?）は、鷹野祐希による日本のライトノベル。イラストは和泉つばすが担当。2006年、富士見ミステリー文庫（富士見書房）より発行。全5巻。

## あらすじ
ごく普通の男子高校生・市川吉朗は、疎遠になっていた幼馴染の佐倉麻琴が「千人斬り」の悪名を持つ茂原貴史に狙われているのを知って彼女を救おうとするが、その矢先に神社の石段から転落してしまう。気がつくとそこは見知らぬ世界で、吉朗は自分がその世界の名門華族・佐倉家のメイドの女性である市川吉香と肉体が入れ替わってしまっていた。そこで吉朗は、麻琴の写し身である佐倉家当主の青年・佐倉真琴と出会い、その彼が茂原の写し身である茂原男爵の令嬢・貴子から爵位狙いで借金を楯に結婚を迫られていることを知る。茂原から真琴を守れば麻琴も守れるのではないかと思った吉朗は、慣れないメイド仕事をこなしつつも奮闘することになる。

## 登場人物
この作品内において2つの世界が存在する。吉朗と吉香、麻琴と真琴と、別の世界では自分の写し身となる人物の性別は反転し、名前や容姿、経験や境遇などが類似している部分がある。

### 吉朗・麻琴たちの存在する世界
基本的に現代世界。
市川 吉朗（いちかわ よしろう）
北見栄高校に通う普通の男子高校生。制服マニア。麻琴が貴史に狙われていることを知り、麻琴を救おうとした矢先に神社の階段から転落し、気がついた時には別の世界で、吉香の体に意識が宿ってしまう。自分と同じく転移してきた千広の協力もあり、吉香として振る舞うことになる。真琴が貴子に結婚を迫られているのを知って妨害工作を始め、とうとう結婚まで持ち込まれた時に真琴の中に麻琴が乗り移っていたことを知り、再会を果たす。直後に貴子たちとのもみ合いの末に階段から転落し、吉朗として元の世界に戻った。高校卒業後は大学進学する。
佐倉 麻琴（さくら まこと）
吉朗の幼馴染みで、私立聖堂女学院に通う女子高校生。両親の事故死により、隣町の親類に引き取られて吉朗とは疎遠になっていた。貴史に狙われ、追い詰められていたところで神社の階段から転落し、別世界で真琴として振る舞うことになる。真琴として貴子に結婚を迫られていた際に、吉香の体の中に吉朗がいることに気づき、再会を果たす。直後に貴子たちとのもみ合いの末に階段から転落し、麻琴として元の世界に戻った。親類とは折り合いが悪く、女子大に進学後は一人暮らしをしている。
館山 千広（たてやま ちひろ）
現役の東大生で、算術研究会所属。
柏 晴生（かしわ はるき）
吉朗の友人。
茂原 貴史（もはら たかし）
大学生で、吉朗の高校のOB。
成田 由紀夫（なりた ゆきお）
貴史に付き従っているオタク風の肥満体の男。吉朗を階段から突き落とした。
松戸 諒悟（まつど りょうご）
千広の大学の友人で、算術研究会所属。
四街道 馨（よつかいどう かおる）
千広の大学の先輩で、算術研究会を発足した女性。現在は大学院で法科を学んでいる。
東金 雅音（とうがね まさね）
医学生の女性。
海上庸子（うなかみ　ようこ）
吉朗達が転落した神社の建築の設計者。かつ、初代巫女。

### 吉香・真琴たちの存在する世界
華族制度が今なお存在する（成立時期も約300年前と古い）世界。歴史上江戸時代および鎖国が存在せず、西洋文明の普及が早いなどもうひとつの世界との差異は過去へ遡るほど大きいとされる。

#### 佐倉家
この世界の名家で、貿易商社を営んでいる。爵位は侯爵。現在の当主は真琴。先々代の秀麿の事業の失敗のツケが長引いて一時苦境に立たされるも、真琴の尽力もあって徐々に立て直していく。
メイドは仕事内容によって衣装が色分けされている（漆黒はメイド長、濃紺は主人付きのメイド、濃緑は掃除洗濯担当、深紅は来客及び料理補助）。
市川 吉香（いちかわ よしか）
佐倉家に仕えるメイドで、真琴の世話役。Eカップの豊胸で、作中ではさらにFカップに成長している。
佐倉 真琴（さくら まこと）
佐倉家の当主。21歳。両親の事故死により、若くして当主になった。
館山 千尋（たてやま ちひろ）
佐倉家のメイド頭。
柏 春生（かしわ はるき）
佐倉家の掃除洗濯担当のメイドで、吉香の親友。
松戸 諒子（まつど りょうこ）
真琴の結婚騒動の後に入った、来客及び料理補助担当のメイド。
東金 善一（とうがね ぜんいち）
佐倉家の執事を務める、初老の男性。
山武 八千代（やまたけ やちよ）
佐倉家の料理人を務める、恰幅の良い女性。
東金 雅成（とうがね まさなり）
東金の甥で、執事の養成機関に在籍。卒業後に正式に佐倉家執事に任用される。

#### その他の人物
茂原 貴子（もはら たかこ）
茂原男爵の娘。真琴と佐倉家の爵位を狙い、結婚を持ち込もうと目論んだ。
成田 由紀乃（なりた ゆきの）
佐倉家の来客及び料理補助のメイドだったが、その正体は貴子の腹違いの妹。貴子の命令で佐倉家に潜りこんでいた。吉香を階段から突き落とした。
四街道 薫（よつかいどう かおる）
真琴の親友で、父の聡が佐倉家の顧問弁護士を務めている。
海上庸正
佐倉家の屋敷の設計者

## 書籍リスト
鷹野祐希、富士見ミステリー文庫（富士見書房）
1. 2006年1月15日初版 ISBN 4-8291-6338-0
2. 2006年5月15日初版 ISBN 4-8291-6351-8
3. 2006年12月15日初版 ISBN 4-8291-6378-X
4. 2007年4月15日初版 ISBN 4-8291-6388-7
5. 2007年12月15日初版 ISBN 978-4-8291-6405-1